# Anders Bircow
Anders Bircow (født 15. december 1951) er en dansk skuespiller og komiker. Han er mest kendt som den ene tredjedel af komikertrioen Linie 3.

## Opvækst og tidlig karriere
Han blev født på Frederiksberg og gik på folkeskoler i Nærum, Ramløse og Helsinge. Han fik en uddannelse som bankassistent i Helsinge efter at have taget studentereksamen i Gentofte. Han arbejdede senere som lærer i Vorgod vest for Herning. Derefter uddannede han sig som skuespiller ved Aarhus Teater og har siden optrådt på de fleste teatre i København. Under studie på skuespillerskolen mødte han Asger Reher, Søren Pilmark og Preben Kristensen med hvem dannede han sangkvartetten Barbershop Harmony i midten af 70'erne. Gruppen ophørte omkring 1978.

## Linie 3 og videre karriere
I 1979 dannede han sammen med Thomas Eje og Preben Kristensen entertainergruppen Linie 3. Anders har også lagt stemme til mange tegnefilm, bl.a. Pelle Haleløs og flere pixarfilm som bl.a. Toy Story, hvor han lægger stemme til dinosauren Rex, ligesom han er Mickey Mouses danske stemme.
I 2016 var Bircow stand in for Asger Reher i Ørkenens Sønner show Een gang til for Prins Knud, da Reher var for syg til at optræde i de sidste 14 dage af turneen. Bircow fik logenavnet Abdullah Madela.

## Kontroverser
Bircow har været kritiseret for at deltage i og fremme det internationale network marketing firma Amway, der af medierne blev kaldt pyramidelignende - en anklage, Pressenævnet senere i en kendelse fandt uberettiget og pålagde aviserne Ekstra Bladet og B.T. at berigtige. Også Jyllandsposten bragte en berigtigelse, dog uden påbud fra Pressenævnet. Hovedanklagen gik på, at komikeren deltog i forretningsmetoderne på en basis, hvor det var vigtigere at hverve nye sælgere til firmaet end at sælge deres produkter.  Han afviste dog selv anklagerne på TV.  Pressenævnet har udtalt kritik på mediernes dækning af sagen om Amway.
Anders Bircow er sammen med Jeppe Søe idémand til og ejer af webstedet KanDetPasse.dk, som giver offentlige personer og virksomheder plads til genmæle.

## Privatliv
Han er gift med Marion Bircow, med hvem han har to døtre; fra sit tidligere ægteskab med Charlotte Bircow har han også to døtre. Bircows datter Sophia Ahlm Bircow er skuespiller og har medvirket i filmen Du forsvinder og tv-serien Livvagterne.

## Filmografi

### Film
- 2020 Lukøje (kortfilm)[13][14]
- 2010 Toy Story 3 (stemme)
- 2009 Æblet & ormen (stemme)
- 2009 Manden Udenfor (kortfilm)
- 1999 Toy Story 2 (stemme)
- 1996 Toy Story (stemme)
- 1979 Scapins rævestreger (tv-film)

### Tv
- 2014 Half Past Original
- 2001 Mit liv som Bent
- 2000 Jul på Kronborg
- 1992 Skibet i skilteskoven
- 1984 Ikke lutter lagkage
- 1982 Een stor familie

## Shows
- 1980 TV i teltet
- 1980 Show for sjov
- 1989 Linie 3 - 10 års jubilæumsshow
- 1989 Linie 3 - 10 års jubilæumsshow
- 1994 Linie 3 - 'Hvor er de 2 andre!!?'
- 1997 Linie 3 show
- 2001 Linie 3 - Rundrejsen 2001
- 2004 Linie 3 - 25 års jubilæumsshow
- 2012 Linie 3 LIVE
- 2016 Een gang til for prins Knud (med Ørkenens Sønner)
- 2019 Linie 3 Juleshow[15]